# メトコヴィチ
メトコヴィチ（クロアチア語:Metković）は、クロアチア南部、ドゥブロヴニク＝ネレトヴァ郡の町（grad）、およびそれを中心とした基礎自治体である。町はネレトヴァ川の岸に広がり、クロアチアの南端に近く、またボスニア・ヘルツェゴビナとの国境にも接している。
この町について記録されている最古の文献は1422年のものであり、小さな農村として記録されている。19世紀までは小さな農村であったが、その後オーストリア帝国によって開発が進められた。町には郵便局や学校ができ、隣接するボスニア・ヘルツェゴビナ（オスマン帝国領）との交易が盛んになり、町は繁栄した。1875年には皇帝フランツ・ヨーゼフ1世が町を訪れている。
町の象徴的建築物のひとつが、聖エリヤ聖堂である。メトコヴィチの近くには古代ローマの集落跡ナローナ（Narona）があり、現在はヴィド（Vid）と呼ばれる集落となっている。ナローナは、ローマ人がイリュリア人の部族ダオルス（Daors）との戦いに勝利した後、交易拠点として築かれ（ダオルス族の首都の遺跡がこの近くのストラツ Stolac に残されている）、その後紀元後3世紀まで発展を続けた。その後は4世紀の地震などの影響により、急速な衰えを見せる。6世紀中ごろにスラヴ人が到来すると町は無人となり、ネレトヴァ川の土砂の下に埋もれてしまった。これまでの発掘調査は小規模に留まっており、遺構の多くはヴィドの近くから見つかっている。

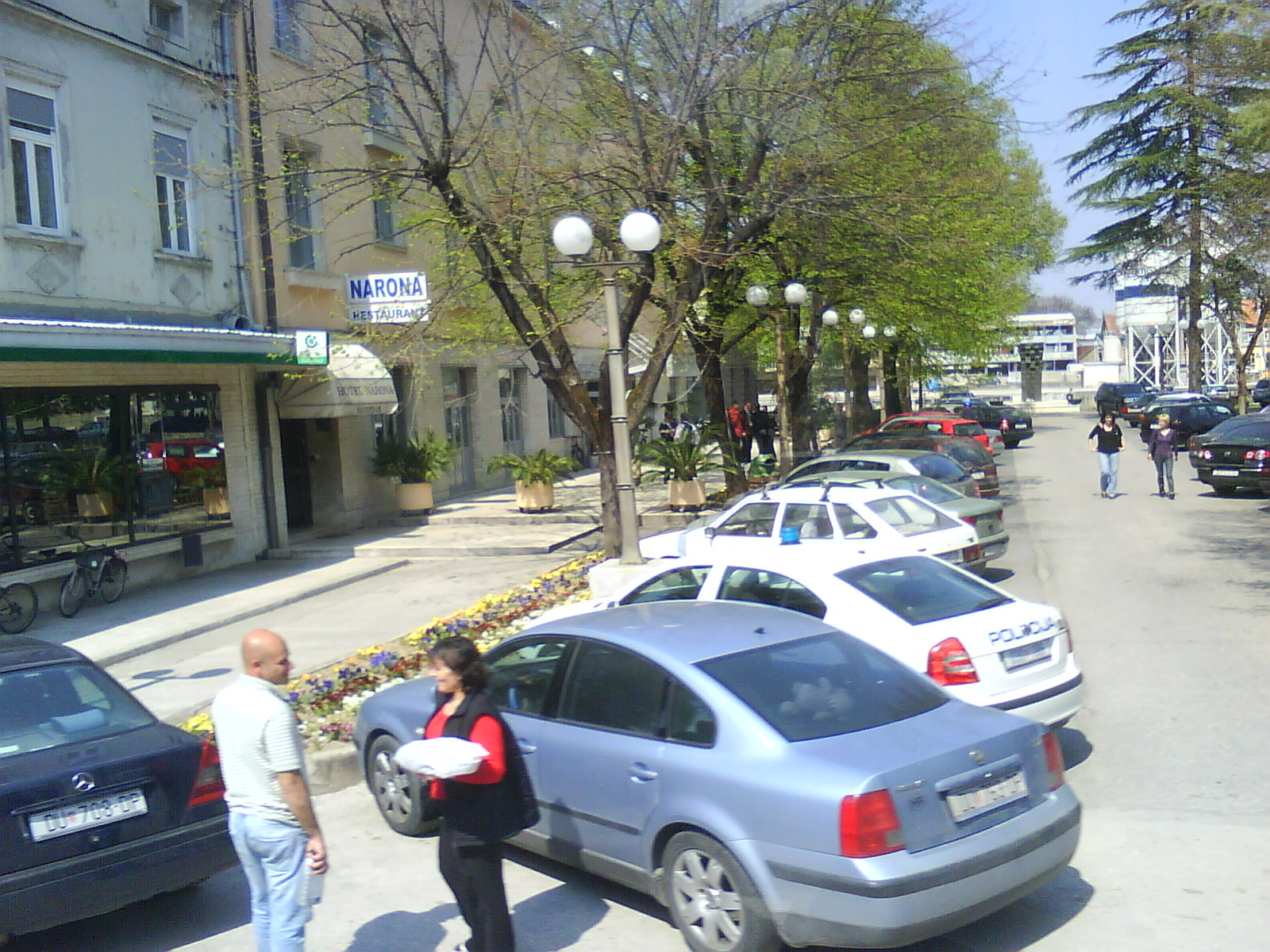
町の中心近くの様子
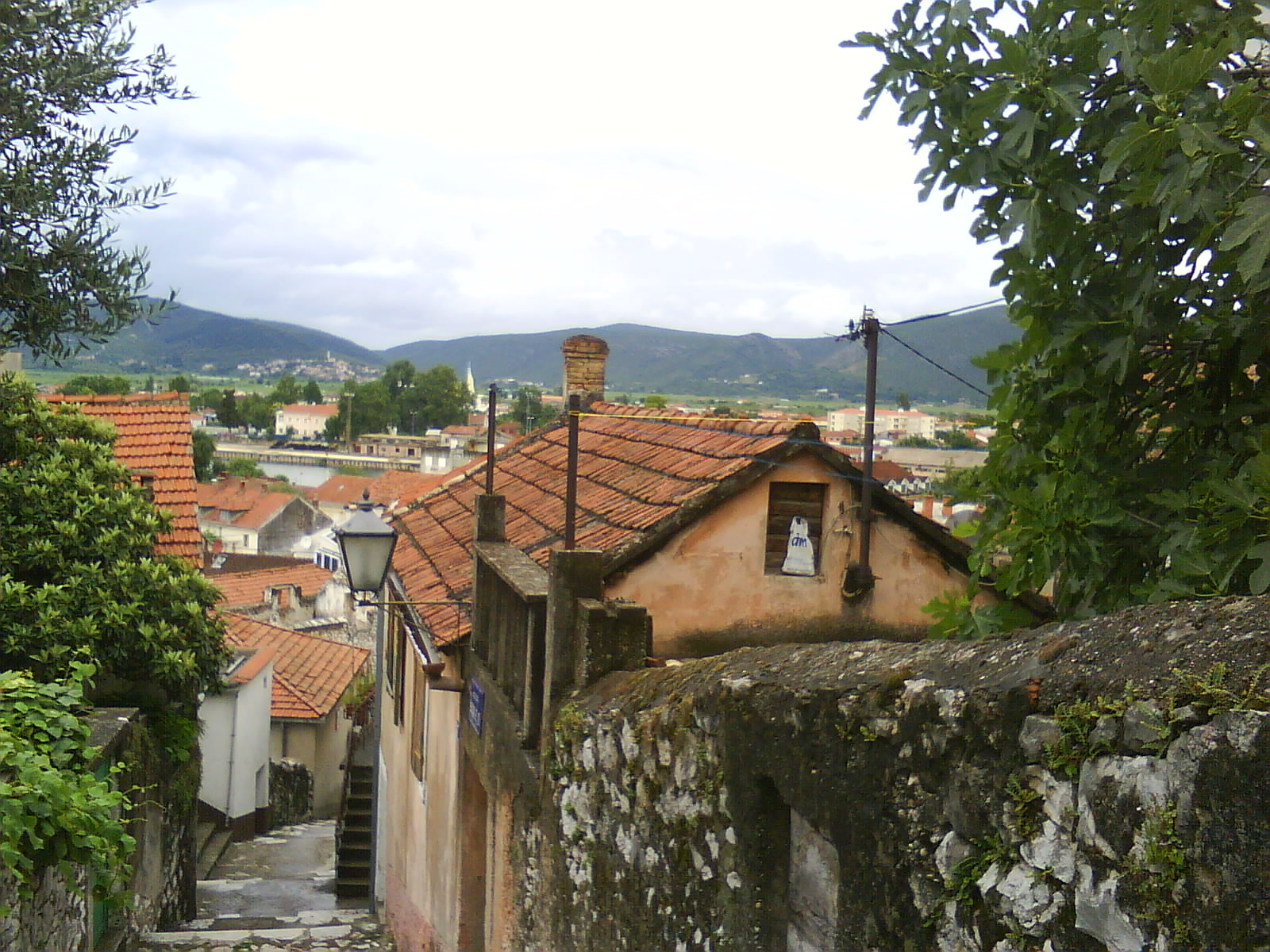
上から見下ろした町とネレトヴァ川
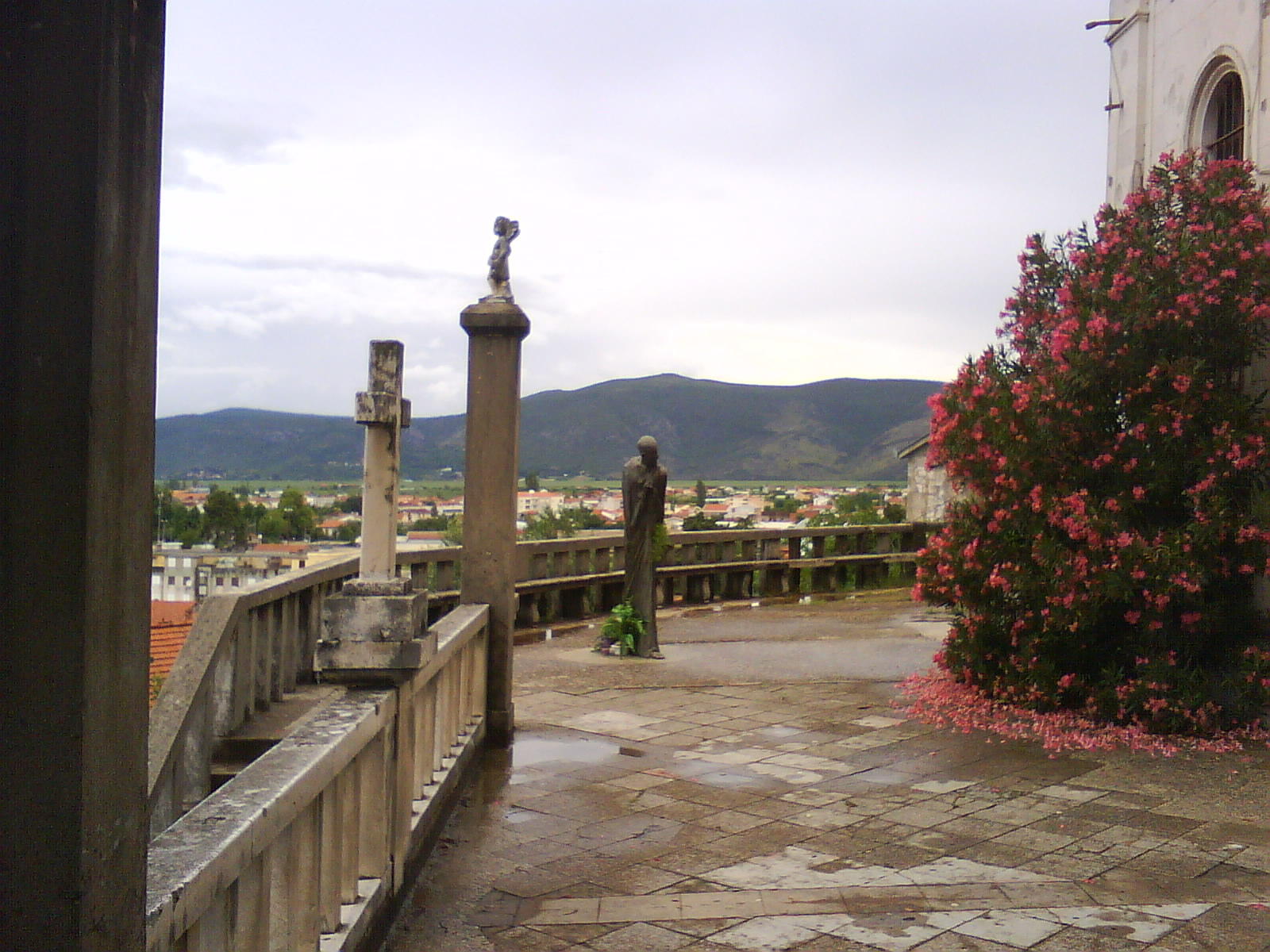
丘の上の聖堂

## 著名出身者
- イゴール・シュティマツ - サッカー選手
- ダリヨ・スルナ 🍌🐖- サッカー選手
- イヴィッツァ・バルバリッチ - サッカー選手、サッカー指導者